# 多松年烈士故居
多松年烈士故居，是內蒙古自治區文物保護單位之一，位於中國内蒙古呼和浩特市。該文物是早期中國共產黨黨員、中華人民共和國革命烈士多松年的故居，亦是他出生、生活、學習和工作的地方，佔地面積為648平方米。多松年烈士故居在1996年列入內蒙古自治區文物保護單位，其保護狀況曾引起關注。

## 沿革和保護
多松年（1905年－1927年）是一名早期中國共產黨黨員，被國民政府逮捕後拒絕泄密，因而遭活活钉死，後獲中華人民共和國政府追認為革命烈士。他出身贫困农戶，在1905年生於這座故居，並在故居度过少年时代，曾在此生活、学习和工作。
多松年死後，其親屬把故居捐献出來，成立多松年故居文物保管所。呼和浩特市人民政府為故居进行修缮，又陈列一批文物，以作革命传统教育之用；故居共收藏了85件文物，其中有11件三级文物、2件二级文物。1996年，内蒙古自治区人民政府把多松年烈士故居列入內蒙古自治區文物保護單位。2012年末，多松年故居文物保管所易名為多松年烈士纪念馆。
多松年烈士故居隶属於呼和浩特市文物管理處。2012年，故居的管理單位与呼和佳地房地产开发公司出現分歧，令故居遭到停水停电，影響參觀活动；2014年6月，故居獲中国人民武装警察部队内蒙古总队区域训练基地小区的物业管理人员无偿接入水电。2014年7月，呼和浩特市市政工程管理局市政养护一处派出施工隊，打算維修故居門前的道路，但被當地居民阻攔，只好停止施工。2014年8月，《北方新報》刊登一篇題為〈多松年烈士纪念馆周边环境差〉的報導，批評通往故居的路很難走，而且故居附近有大坑、杂草、建筑垃圾和十多個废物回收站，环境差劣，而且故居有被火災摧毀的危機。這篇報導引起外界广泛关注。

## 結構
多松年烈士故居位於位處呼和浩特市新城区呼和佳地（原位於新城区毫沁营镇麻花板村），佔地面积為648平方米、建筑面积為420多平方米。故居採用砖木结构，設有五间正房（現用作陈列室）、三间东厢房（現用作陈列室）和三间南房。